# O'Brian
O'Brian je priimek več oseb:
- Brian Palliser Tiegue O'Brian, britanski general
- Joseph Patrick O'Brian Twohig, britanski general